# Santa Bárbara (miasto w Hondurasie)
Santa Bárbara – miasto w zachodnim Hondurasie, nad rzeką Ulúa, położone w odległości 170 km na zachód od stolicy kraju Tegucigalpy. Ludność: 13,9 tys. (2001). Ośrodek administracyjny departamentu Santa Bárbara.
Santa Bárbara stanowi lokalny ośrodek gospodarczy i handlowy dla obszaru uprawy kawy. Rozwinięte jest tutaj rzemiosło, a coraz większą rolę odgrywa turystyka.